# Мельник, Сергей Георгиевич
Серге́й Гео́ргиевич Ме́льник (род. 24 октября 1963, Тольятти) — российский журналист.

## Биография
Родился в Ставрополе (ныне Тольятти).
В 1986 году окончил биологический факультет Казанского государственного университета.
В 1991 году — отделение журналистики Московской гуманитарно-социальной академии.
С 1988 года работает в средствах массовой информации.
Работал старшим корреспондентом московского еженедельника «Столица». Был главным редактором нескольких изданий города Тольятти: «Презент», «Презент Центр», «Этажи», «Актуальная газета».
С 1995 года — член союза журналистов России.
С 2004 года заведующий редакционно-издательским отделом кафедры журналистики ТГУ.
Заместитель главного редактора сетевого научно-культурологического журнала «RELGA».

## Достижения
- лауреат премии Союза журналистов России «За профессиональное мастерство» — 2002, 2011 года[1]
- победитель всероссийского конкурса журналистов «Золотой гонг» — 1996, 2000, 2013[2];
- лауреат всероссийского конкурса «Вопреки» имени Ларисы Юдиной — 2001;
- лауреат тольяттинских городских премий за достижения в области журналистики за «Лучший аналитический (публицистический) материал» — 1996, 1998, 1999 года;
- лауреат губернской премии в области культуры и искусства — 2005 год.
- обладатель губернского гранта в области культуры и искусства — 2007 год.[3]
- лауреат международного конкурса «Янтарное перо» — 2013[4]
- премия Союза музеев России «Автограф» в номинации «Расследование» за статью «Мэра Тольятти просят вернуть семейные реликвии»[5].

## Публикации
Сергей Мельник — автор более 600 публикаций, как в российской («Столица», «Деловой мир», «Журналист» и др.) прессе, так и зарубежной («Новое русское слово», Нью-Йорк).
Является автором сценария 50-серийного документального фильма «Половина века», посвящённого истории Тольятти.
Является автором, соавтором и редактором нескольких книг. Книга «Ставрополь-на-Волге и его окрестности в воспоминаниях и документах», соавтором которой является Сергей Мельник, стала победителем всероссийского конкурса региональной краеведческой литературы.